# Gustav Bauer

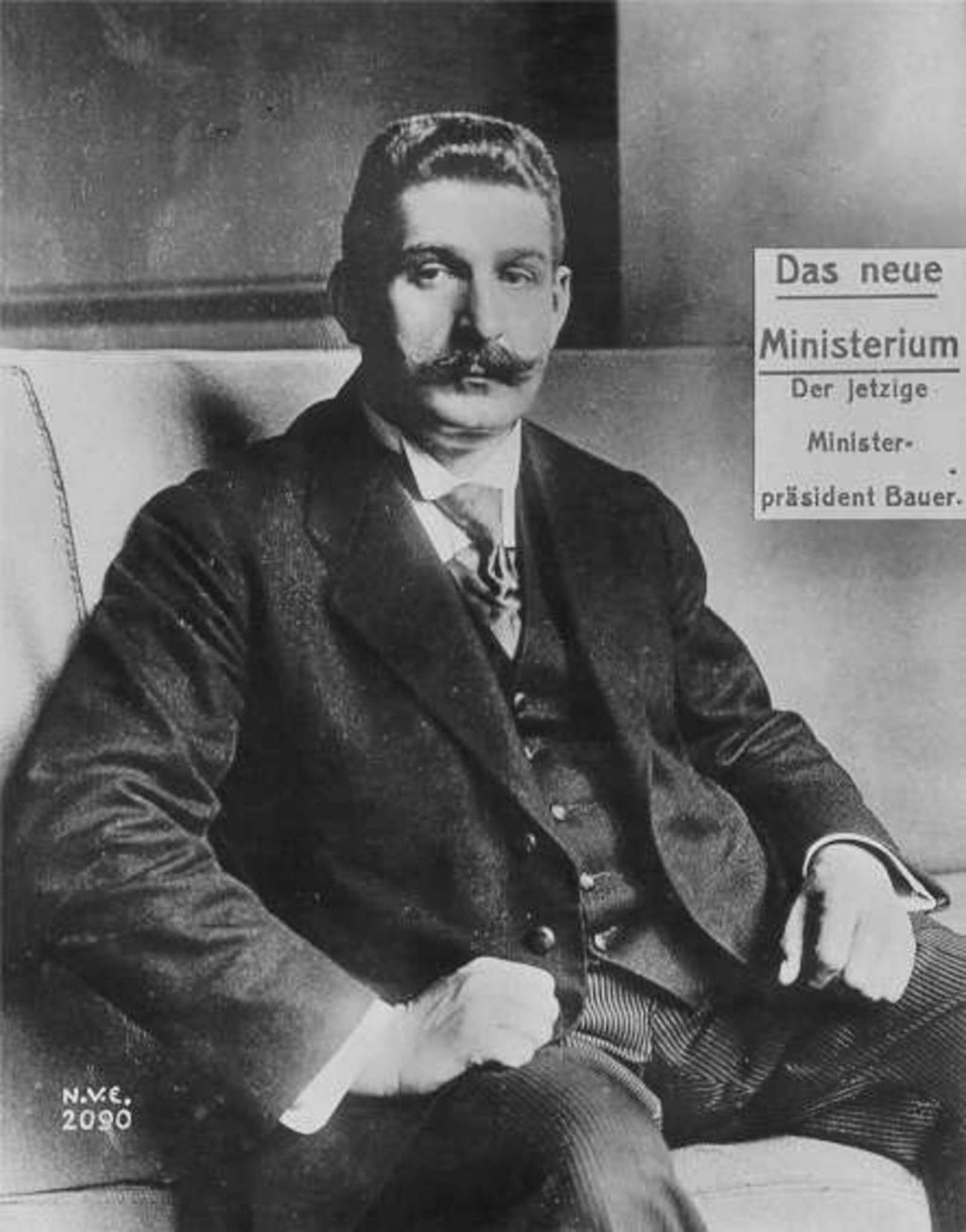
Gustav Bauer

Gustav Adolf Bauer (Darkehmen, 6 januari 1870 - Berlin-Hermsdorf, 16 september 1944) was een Duits vakbondsleider en politicus namens de SDP. Bauer was de eerste rijkskanselier onder de Weimarrepubliek, van 1919 tot 1920. Hij tekende het Verdrag van Versailles.
Bauer richtte in 1895 de vakbond van de bureelbedienden op, waarvan hij tot 1908 voorzitter was. Hij werd vervolgens ondervoorzitter van de Generalkommission der Gewerkschaften voor heel Duitsland van 1908 tot 1918. Hij werd staatssecretaris voor arbeid in het kabinet van prins Max van Baden, de laatste regering van het keizerrijk. In januari 1919 werd hij benoemd tot minister van arbeid in de regering van Philipp Scheidemann en werd na diens ontslag zelf premier, vanaf september 1919 rijkskanselier. In deze functie ondertekende hij het Verdrag van Versailles. Zijn vice-kanselier en minister van financiën Matthias Erzberger introduceerde een uniforme belastingwet ter vervanging van de verschillende belastingstelsels van de deelstaten. De macht om belasting te heffen verschoof van de deelstaten naar de centrale overheid. 
Bauer nam na de Kapp-putsch ontslag. Op verzoek van Hermann Müller en Joseph Wirth werd hij nadien opnieuw minister van de schatkist en vicekanselier. Van 1912 tot 1928 had hij ook zitting in de Rijksdag.

## Bron
- (en)  Bauer, Gustav, Encyclopædia Britannica, 2006.

- Bibliothèque nationale de France: cb165530803 (data)
- Gemeinsame Normdatei: 118507281
- International Standard Name Identifier: 0000 0000 6674 9912
- Library of Congress Control Number: n93116450
- Nationale Bibliotheek van Israël: 987007258226505171
- Nederlandse Thesaurus van Auteursnamen: 070042780
- Système universitaire de documentation: 157012549
- Virtual International Authority File: 10636718
- WorldCat: E39PBJgt76pq8DMbTqJvM7wwG3